# 小行星16435
小行星16435（16435 Fándly）是一颗绕太阳运转的小行星，为主小行星带小行星。该小行星于1988年11月7日发现。

## 轨道参数
小行星16435的轨道半长轴为2.5261764 UA，离心率为0.219。